# Mittelschulenberg
Mittelschulenberg ist eine Siedlung im Ortsteil Altenau-Schulenberg im Oberharz der Berg- und Universitätsstadt Clausthal-Zellerfeld im niedersächsischen Landkreis Goslar.

## Lage
Neun Kilometer nördlich befindet sich die Kreisstadt Goslar, drei Kilometer südöstlich die Bergstadt Altenau und sieben Kilometer südwestlich die Bergstadt Clausthal-Zellerfeld. Der Kernort Schulenberg im Oberharz liegt einen Kilometer nordöstlich. Mittelschulenberg liegt zudem am westlichen Ufer der Okertalsperre.

## Geschichte
Die älteste Anlage Mittelschulenbergs war eine alte Sägemühle am Riesenbach, welche   1466 dort genannt wird. 1570 wird eine neue Sägemühle errichtet, welche 1734 durch die Flut des unteren Schalker Teiches zerstört worden ist und anschließend neu gebaut wurde.

### Bergbau
Auf dem bei Mittelschulenberg verlaufenden Bockswieser Gangzug wurde von Ende des 17. bis Anfang des 20. Jahrhunderts Bergbau auf silberhaltigen Bleiglanz betrieben. Im Jahre 1697 wird die Grube St. Martins (oder Mertens) Zeche unweit des Oberschulenberger Reviers erwähnt. In der heutigen Ortslage von Mittelschulenberg nimmt am 15. Juni 1703 als erstes Bergwerk die Grube Herzog August Wilhelm den Betrieb auf. Dort soll schon vorher eine Grube Kaiser Heinrich bestanden haben. Die aufgeschlossenen Erze waren von geringer Qualität, so dass der Abbau 1728 bereits wieder eingestellt und danach bis 1754 ausschließlich Untersuchungsarbeiten durchgeführt wurden. Bis zur Betriebsaufnahme der Grube Juliane Sophia im Jahr 1776 ruhte der Bergbau völlig.
Ende des 19. Jahrhunderts war im Schulenberger Revier nur noch die Grube Juliane Sophie bei Mittelschulenberg in Betrieb. Am Weißen Wasser bestanden mehrere Pochwerke zur Aufbereitung der geförderten Erze.
Nachdem alle bekannten Erzvorräte abgebaut waren, wurde der Bergbau 1904 endgültig eingestellt.
Mittelschulenberg gehörte zur Gemeinde Schulenberg im Oberharz, diese wurde am 1. Januar 2015 nach Clausthal-Zellerfeld eingemeindet.

## Verkehrsanbindung
Mittelschulenberg liegt an der Landesstraße 517, die etwa zwei Kilometer nordöstlich von der Bundesstraße 498 abzweigt und sechs Kilometer westlich von Mittelschulenberg bei Clausthal-Zellerfeld in die Bundesstraße 241 mündet.